# استوارت (فلوریدا)
استوارت (به انگلیسی: Stuart) شهری در شهرستان مارتین ایالت فلوریدا است که در سال ۱۹۱۴ بنیان‌گذاری شده‌است. این شهر طبق سرشماری سال ۲۰۱۰ میلادی، ۱۶٬۵۵۵ نفر جمعیت داشته و مساحت آن نیز ۲۲٫۰ کیلومتر مربع است.

## نگارخانه

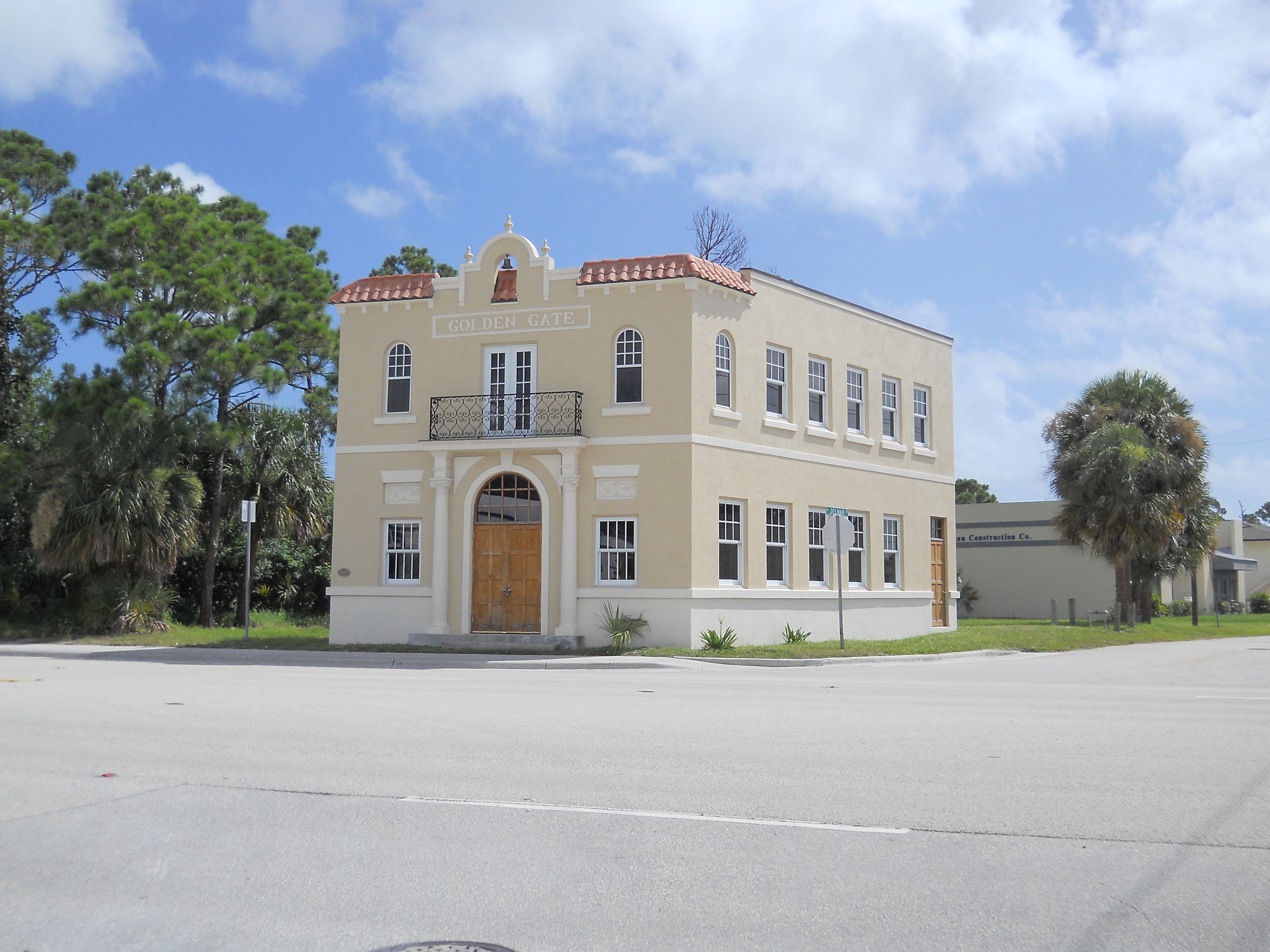
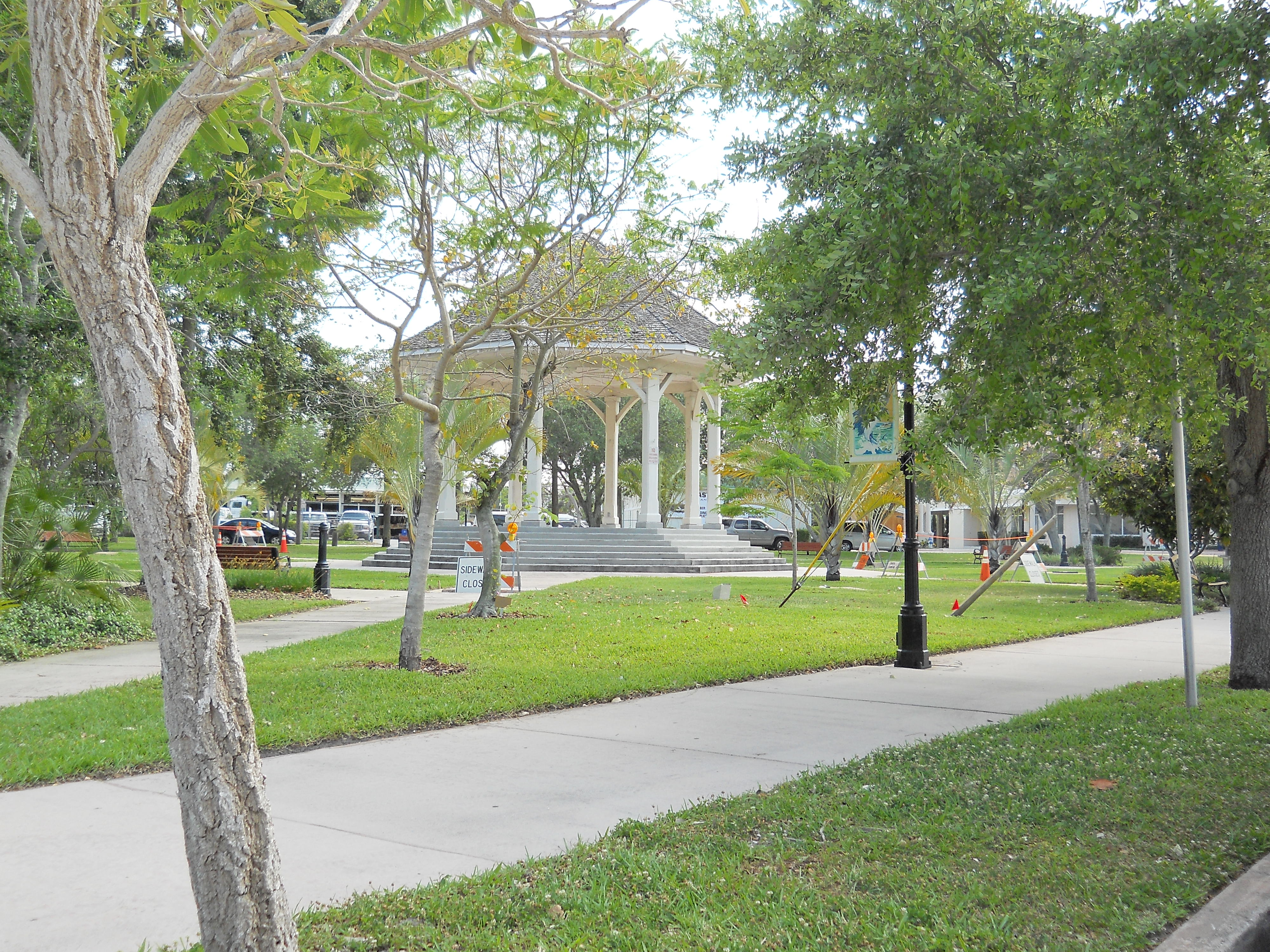
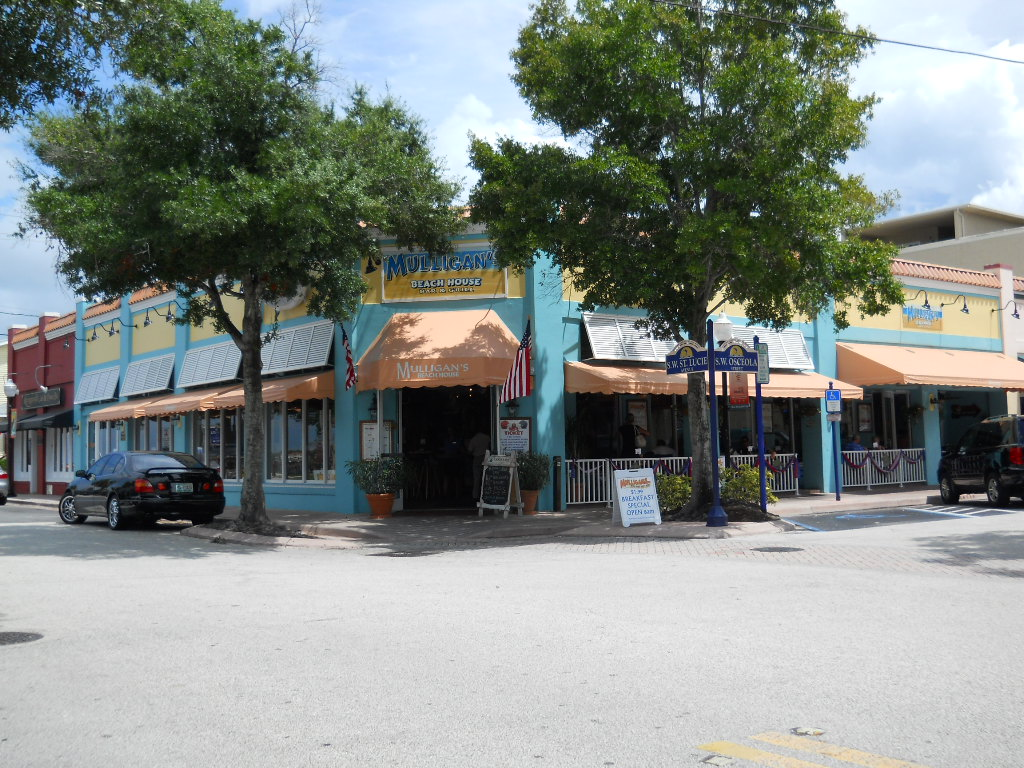
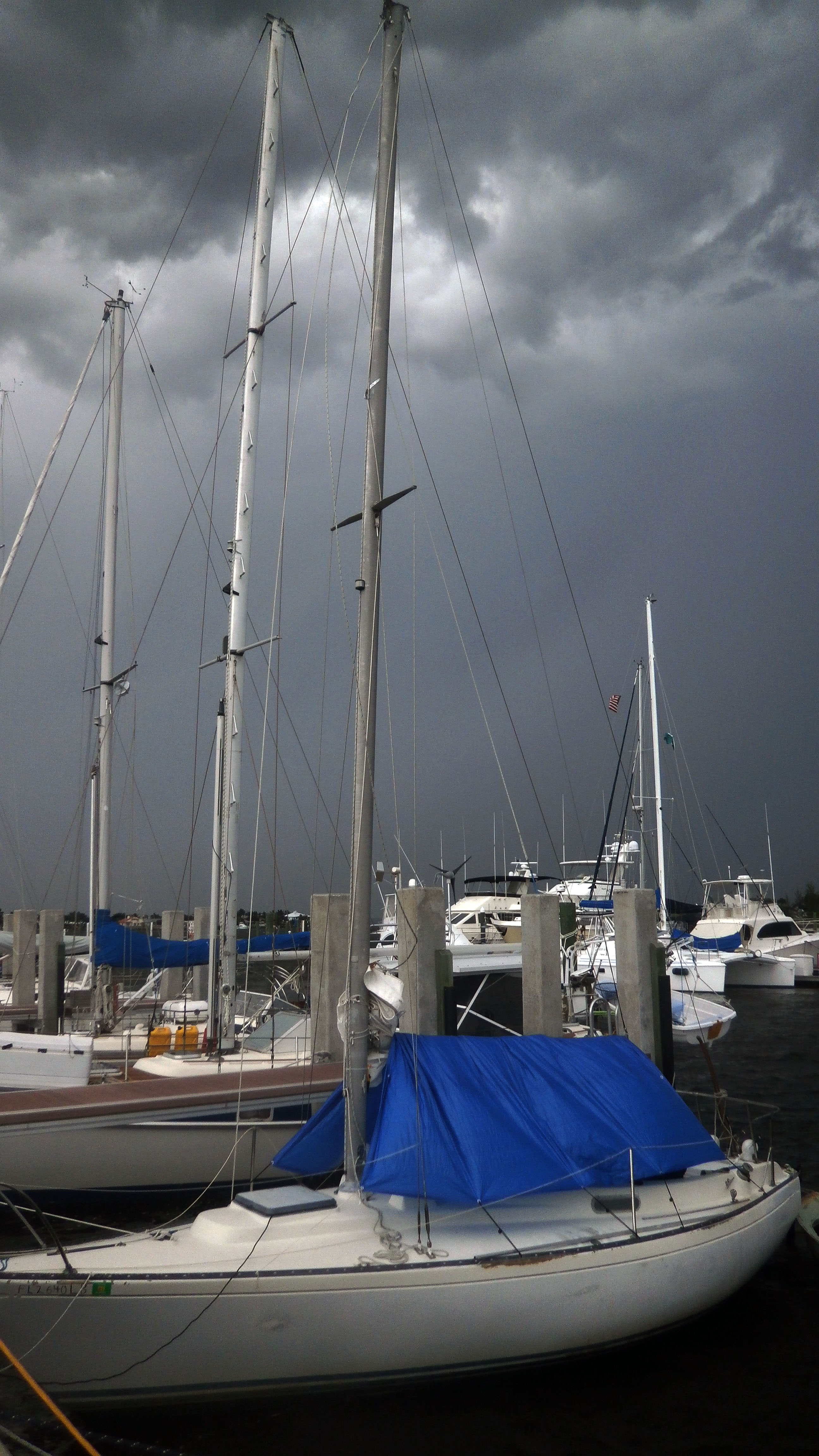
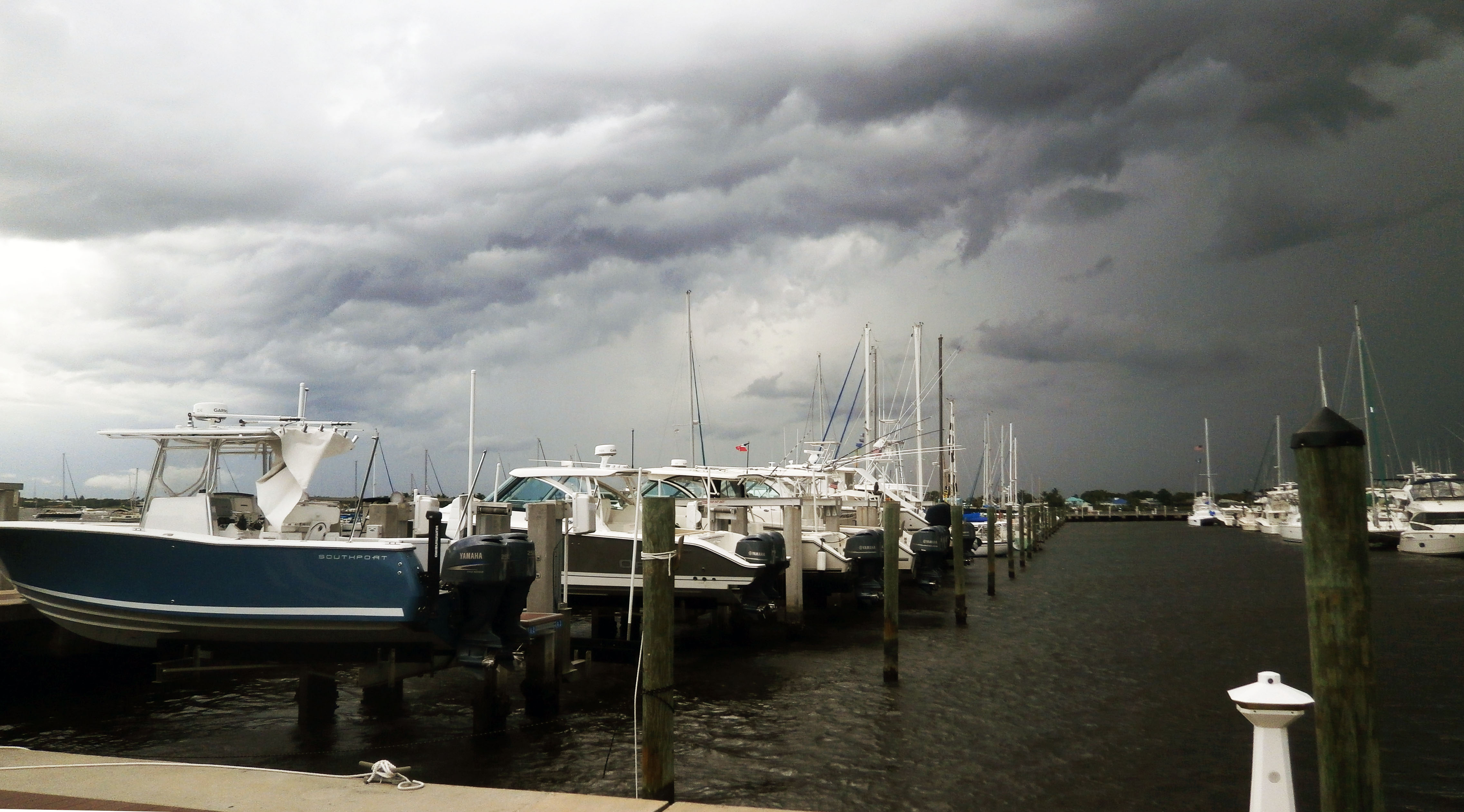